# Henri Van Gilse

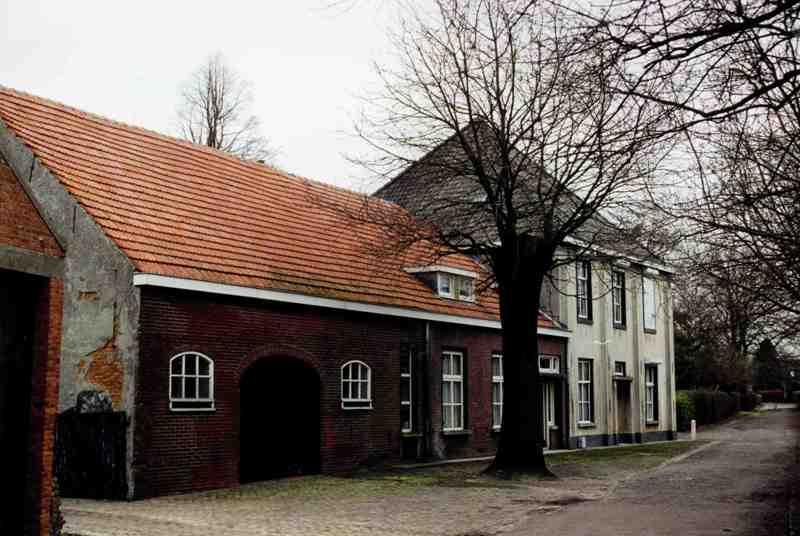
De brouwerswoning in de Burgemeester van Gilsestraat te Baarle-Hertog.

Henricus Adrianus Josephus (Henri) Van Gilse (Baarle-Hertog, 28 februari 1862 – aldaar, 10 november 1932) was een Belgisch grootgrondbezitter, brouwer en politicus.

## Levensloop
Hij groeide op in een brouwersgezin te Baarle-Hertog, een beroep dat hij uit zelf zou uitoefenen. Na de dood van zijn vader (Petrus) volgde hij hem op als burgemeester van dit dorp, een functie die hij eveneens uitoefende tot aan zijn dood. Zelf werd hij in deze hoedanigheid opgevolgd door Adrien Govaerts. Bij de wetgevende verkiezingen van 1921 was hij kandidaat op de kieslijst 'Katholieke Scheurmakers' in het kiesarrondissement Turnhout voor de Kamer van Volksvertegenwoordigers. Hij werd evenwel niet verkozen.
Van Gilse was burgemeester tijdens de Eerste Wereldoorlog. Door het enclave-gegeven had het dorp een enigszins bevoorrechte status, gezien het door de neutrale status van Nederland ongenaakbaar was voor een Duitse inval. Hierdoor werd hij het dorp een toevluchtsoord voor circa 24.000 oorlogsvluchtelingen, maar ook een strategisch bolwerk waar spionnen, briefbemiddelaars (o.a. 'Werk Soldatengroet', 'Union Belge' en 'Post der Geallieerden' waren er actief) en oorlogsvrijwilligers verzamelden. Omstreeks 1915 liet Van Gilse op een persoonlijk stuk grond houten zendmasten (MN7) oprichten, die ongeveer een jaar later operationeel waren. Deze werd gebruikt om informatie over de Duitse troepenbewegingen op te vangen en door te sturen naar de Belgische stellingen achter de IJzer. Ook werden er de posities met getraceerd van U-boten en gegevens over luchtaanvallen met zeppelins. Na de oorlog werden de zendmasten afgebroken, maar in 2017 werd een replica op nagenoeg dezelfde plek opgebouwd.
Van 1744 tot 1933 (met uitzondering van de periode 1836 tot 1852) leverde de familie Van Gilse de burgemeester van het dorp. Naar deze familie is aldaar de 'burgemeester van Gilsestraat' vernoemd. In de straat bevindt zich onder meer de boerderij/brouwerij, brouwerswoning en latere villa waar de familie generatieslang woonde.